# BTaskee
bTaskee là một công ty công nghệ có trụ sở tại Singapore được thành lập vào năm 2016. Ứng dụng của bTaskee giúp người dùng tìm được người trợ giúp công việc gia đình.

## Hoạt động
bTaskee cung cấp các dịch vụ giúp việc nhà theo giờ thông qua một ứng dụng công nghệ. Nền tảng ứng dụng bTaskee hoạt động tương tự như Grab hay Uber.
Ứng dụng của bTaskee cho phép khách hàng xem tên của người giúp việc. Người nhận việc có thể di chuyển đến nhà khách hàng bằng hệ thống GPS trên bTaskee.
Các cộng tác viên giúp việc là các nhà thầu độc lập thay vì nhân viên thường trực của bTaskee. Mặc dù vậy, họ vẫn sẽ nhận được bảo hiểm bồi thường theo luật Lao Động Việt Nam về những thương tật thân thể gây ra bởi tai nạn hay bệnh nghề nghiệp trong suốt thời hạn bảo hiểm và phát sinh trong quá trình làm việc hợp lệ trên hệ thống, bao gồm thương tật tạm thời và chết hay thương tật vĩnh viễn.